# Ган-Явне
Ган-Явне — (ивр. גן יבנה‎) местный совет в Центральном округе находится в 5 км восточнее Ашдода и 8 км к югу от Явне.
Поселок основан в 1931 году на выкупленной земле арабской деревни Барка. При британском мандате Ган-Явне был сельскохозяйственным поселением, специализирующемся на выращивании цитрусовых. Во время войны за независимость Ган-Явне вышел на передний план — здесь базировались части, которые захватили близлежащие деревни и отсюда же вышли те, кто в 1948 году взорвал мост Ад-Алом.
После окончания войны, поселок получил часть земель арабской деревни Бурка, а также принял большое количество новых репатриантов.
В 2004 году из за финансовых трудностей в местном совете появились предложения объединить Ган-Явне с Ашдодом, но на данный момент этого не произошло.
В посёлке есть только 4 многоэтажных (четыре этажа) здания, остальные строения составляют частные дома.
Больничные кассы: Маккаби, Меухедет и Клалит.
Банки: Апоалим и Леуми.

## Население
По данным Центрального статистического бюро Израиля, население на начало 2020 года составляло 23 869 человек.

## Климат
Посёлок располагается на почти плоском участке суши, на высоте 54 м над уровнем моря.
В Ган-Явне средиземноморский климат с жарким и долгим летом, приятными, но короткими весной и осенью. Дожди нечасты и выпадают только зимой. Влажность высока круглый год. Температура зимой в интервале 10—15 °C, летом в среднем 30 °C. Средний годовой уровень осадков примерно 500 миллиметров.

## Транспортное сообщение
В самом Ган-Явне и его окрестностях хорошо развита сеть автодорог. Имеются несколько регулярных автобусных маршрутов в таких направлениях как Ашдод, Железнодорожная станция «Ад Алом», Бней Аиш, Промышленная зона — Цомет Канот, Гедера, Цомет Билу, Реховот. Они ходят примерно каждые 30-40 минут. Несколько раз в день проходит рейсовый автобус на Тель-Авив.
Недалеко от Ган-Явне, на восточной окраине Ашдода, расположена железнодорожная станция «Ад Алом».

## Промышленные предприятия
На западной границе Ган-Явне расположена небольшая промышленная зона. Здесь имеется промышленное предприятие компании «Мааданот» и ряд других небольших предприятий.

## Отдых и развлечения
В Ган-Явне имеется спортивно-культурный центр, где работают разные кружки для детей и кинозал. Там же организуют летние лагеря. Рядом с ним большой общественный бассейн под открытым небом. Для любителей спорта имеются несколько частных спортзалов, например «Спортов». Имеется футбольное поле. В центре поселка построен торговый центр. В каждом районе имеются скверы, некоторые из которых построены на средства от пожертвований.

## Образование
В Ган-Явне имеются две средние школы - сети Орт имени И. Рабина, и имени поэтессы Наами Шемер, где дети учатся с 7-го по 12-й класс. Имеются несколько начальных школ: Синай (с религиозным уклоном), Бен-Гурион, Маккабим, Илан Рамон, Нофей-Моледет, Эхуд Манор.